# Жак Савойский (герцог Немурский)
Жак II Савойский (фр. Jacques II de Savoie; 12 октября 1531, Волюизанское аббатство — 18 июня 1585, Пьемонт или Анси) — герцог Немурский и граф Женевы с 1533, сын Филиппа I Савойского, герцога Немурского, и Шарлотты де Лонгвиль.

## Биография
Жак Савойский проявил себя при осаде Ланса и Меца (1552—1553), в битве при Ренти (1554) и кампании в Пьемонте (1555). Был сторонником Гизов и в результате заговора был вынужден на некоторое время удалиться в Савойю . По возвращении во Францию Жак воевал с гугенотами и отметился успехами в Дофинэ и Лионнэ. В 1564 принадлежавшее ему графство Женева было возведено в ранг герцогства. В 1567 Жак Савойский убедил двор вернуться из Мо в Париж, участвовал в битве при Сен-Дени, протестовал против мира в Лонжюмо, отразил вторжение Вольфганга, пфальцграфа Цвайбрюккенского. Последние годы жизни посвятил письмам и искусству и умер в Анси.
В художественной литературе был изображен в качестве одного из главных героев исторического романа «Принцесса Клевская».

## Брак и дети
Жена: с 1566 Анна д’Эсте (1531—1607), дочь герцога Феррары Эрколе II д'Эсте и Рене Французской, вдова Франциска I, герцога Гиза. Дети:
- Карл Эммануил (1567—1595), герцог Немура и Женевы с 1585
- Маргарита Мария (1569—1572)
- Генрих I (1572—1632), герцог Немура и Женевы с 1595
- Эммануил Филиберт